# Doni Thompson
Donielle Thompson (Denver, 17 de fevereiro de 1981) é uma ex-ginasta estadunidense, que competiu em provas de ginástica artística.
Doni fez parte da equipe estadunidense que disputou o Campeonato Mundial de 1995, em Sabae. Nele, foi membro da seleção medalhista de bronze por equipes, superada pelas chinesas e romenas, prata e ouro, respectivamente. Individualmente, foi a 113ª colocada na primeira fase da classificação do individual geral. Em 2000, abandonou as competições de elite e passou a competir no NCAA Championships, pela Universidade da Califórnia, na qual permaneceu até 2002.